# Lodowiec regenerowany
Lodowiec regenerowany – jeden z podtypów lodowców górskich, zboczowo-dolinnych. Powstaje ze spajania izolowanych brył lodu pochodzących z wyżej położonych lodowców, w szczególności z lodowców wiszących.